# Kapriolen
Kapriolen är en tysk komedifilm från 1937 i regi av Gustaf Gründgens, som även gör en av dess huvudroller. Manus skrevs av Willi Forst och Jochen Huth.

## Handling
Mabel Atkinson är en känd flygare som tycker illa om reportrar. Jack Warren är reporter, men trött på att intervjua kända personer. Han får i uppdrag att göra en intervju med Atkinson, men gör den med fel kvinna. När han senare träffar Atkinson tror han att hon bara är en helt vanlig ung kvinna.

## Rollista
- Marianne Hoppe – Mabel Atkinson
- Gustaf Gründgens – Jack Warren
- Fita Benkhoff – Peggy MacFarland
- Maria Bard – Dorothy
- Volker von Collande – William Baxter
- Hans Leibelt – Neville
- Franz Weber – Simpson
- Max Gülstorff – advokat
- Paul Henckels – advokat
- Albert Florath – domare
- Elsa Wagner – damen hos tandläkaren
- Erich Dunskus – sotare
- Walter Gross – föredragaren